# 9. studenoga
9. studenoga (9. 11.) 313. je dan godine po gregorijanskom kalendaru (314. u prijestupnoj godini).
Do kraja godine imaju još 52 dana.

## Događaji
- 1880. – Snažan je potres pogodio Zagreb i porušio mnoge zgrade, pa i staru katedralu.
- 1897. – Lorenz Werthmann osnovao je Njemački Caritas (njem. Deutschen Caritasverband), prvu organizaciju Caritasa u svijetu.
- 1938. – Kristalna noć u Njemačkoj.
- 1989. – Pad Berlinskoga zida.
- 1993. – Rušenje Starog mosta  u Mostaru.
- 2000. – Promjena Ustava Republike Hrvatske; najvažnija promjena: uvelike su smanjene ovlasti predsjednika; polupredsjednički sustav zamijenjen je parlamentarnim.
- 2014. – Održan je Savjetodavni referendum o neovisnosti Katalonije koji je polučio potporu neovisnosti.
- 2015. – Katalonski parlament izglasao Deklaraciju o iniciranju procesa neovisnosti Katalonije.
- 2016. – Donald Trump proglašen je pobjednikom predsjedničkih izbora u SAD-u.

| - 1818. – Ivan Turgenjev, ruski književnik († 1883.) - 1871. – Milan Šufflay, hrvatski političar († 1931.) - 1881. – Hinko Würth, sportaš i sportski djelatnik († 1964.) - 1885. – Hermann Weyl, njemački matematičar († 1955.) - 1888. – Jean Monnet, francuski političar († 1979.) - 1914. – Hedy Lamarr, američka glumica i inovator († 2000.) - 1922. – Imre Lakatos, britanski filozof mađarskog porijekla († 1974.) - 1928. – Stjepan Radić, hrvatski pijanist i političar († 2010.) - 1929. – Imre Kertész, mađarski pisac - 1934. – Carl Sagan, američki astronom, astrobiolog († 1996.) - 1955. – Jure Bogdan, hrvatski biskup - 1970. – Boris Dvoršek, hrvatski rukometni trener | - 1492. – Džami, perzijski književnik (* 1414.) - 1508. – Gracija Kotorski, katolički blaženik (* 1438.) - 1834. – Juri Cipot slovenski pisac i evangelički svećenik u Mađarskoj (* 1793./1794.?) - 1906. – Elizabeta od Presvetog Trojstva, francuska svetica (* 1880.) - 1930. – Menci Klement Crnčić, hrvatski slikar i grafičar (* 1865.) - 1940. – Arthur Chamberlain, britanski političar i premijer (* 1869.) - 1944. – Frank James Marshall, američki šahist (* 1877.) - 1951. – Sigmund Romberg, američki skladatelj (* 1887.) - 1970. – Charles de Gaulle, francuski general i političar (* 1890.) - 1991. – Yves Montand, francuski šansonijer i glumac (* 1921.) - 2004. – Stieg Larsson, švedski književnik i novinar (* 1954.) - 2008. – Ljerko Spiller, hrvatsko-argentinski violinist i glazbeni pedagog (* 1908.) - 2014. – Nikola Simić, srpski glumac (* 1934.) |

## Blagdani i spomendani
- Dan izumitelja – međunarodni praznik izumitelja